# Konrad von Salmansweiler
Konrad von Salmansweiler († 2. Dezember 1344 in Grades) war als Konrad II. Bischof von Gurk.

## Leben
Konrad von Salmansweiler (oder von Enslingen) stammte aus der Ortschaft Enslingen in Franken und war adeliger Herkunft. Im Jahr 1311 wurde er Abt im Zisterzienserkloster Salem bei Konstanz am Bodensee und hatte dieses Amt 26 Jahre lang inne. Er war sehr gastfreundlich und freigiebig, aber auch sehr ehrgeizig, um das Bischofsamt von Gurk hatte er sich selbst beworben und durch seine freundschaftliche Beziehung zum Papst hatte er es auch erhalten.
Konrad von Salmansweiler war auch Beichtvater und Gesandter von König Friedrich dem Schönen und weilte in dessen Auftrag mehrmals beim Papst in Avignon. Als Bischof Lorenz von Gurk in Avignon verstarb, war Konrad von Salmansweiler auch gerade anwesend.
Am 10. Oktober 1337 ernannte Papst Benedikt XII. ihn zum neuen Bischof von Gurk und umging bei der Ernennung den Salzburger Erzbischof. Benedikt und Konrad waren in Paris Studiengenossen gewesen und hatten unter einem Dach gewohnt. Auf dem Weg nach Avignon wurde Konrad ausgeraubt und kurze Zeit in Martigny inhaftiert, wodurch er erst am 28. April 1338 durch den Papst zum Bischof geweiht wurde.
Als der zur Alleinherrschaft gelangte Herzog Albrecht der Lahme 1342 auf dem Zollfeld die Huldigung der Kärntner Stände entgegennahm, war auch Bischof Konrad anwesend.
Am 2. Dezember 1344 verstarb Bischof Konrad auf Schloss Grades. Seine letzte Ruhestätte ist unbekannt.